# Munsö
Munsö är en småort i Ekerö kommun och kyrkbyn i Munsö socken, belägen på ön Munsön. Munsö kyrka ligger här.

## Beskrivning
Munsö är ett välbevarat sockencentrum med bland annat gamla prästgården och dess ekonomibyggnader, det tidigare klockarbostället, den numera nedlagda kyrkskolan samt den gamla fattigstugan och handelsboden. Nordväst om kyrkan ligger gården Norrby och öster om kyrkan återfinns Bona gård, som historiskt sett har direkta kopplingar till kyrkans historia.
Väster om Munsö ligger Väsby hage naturreservat och färjeläget Sjöängen där Trafikverkets linfärja går  på Adelsöleden till Adelsön.

## Bilder

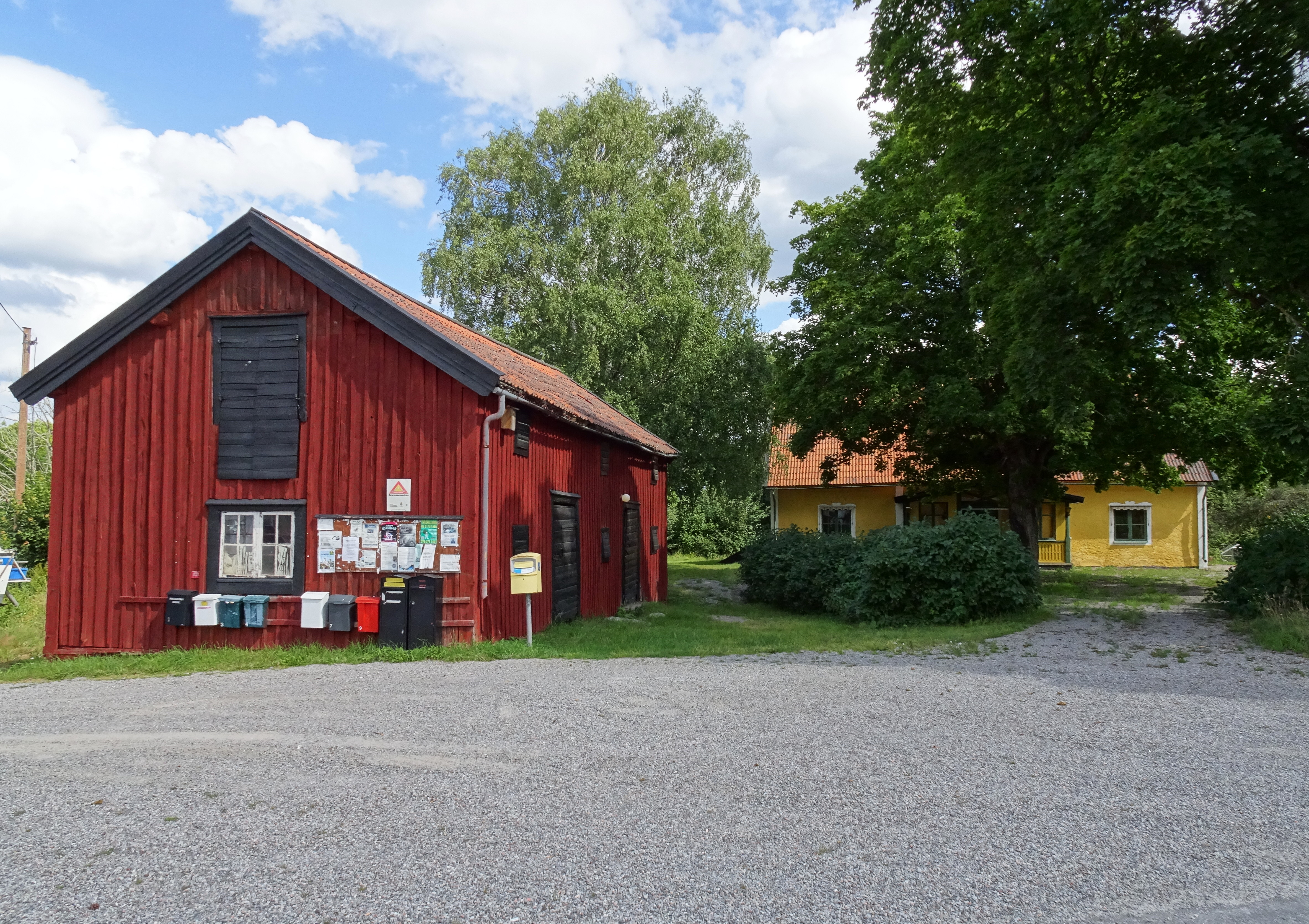
Munsös "centrum"
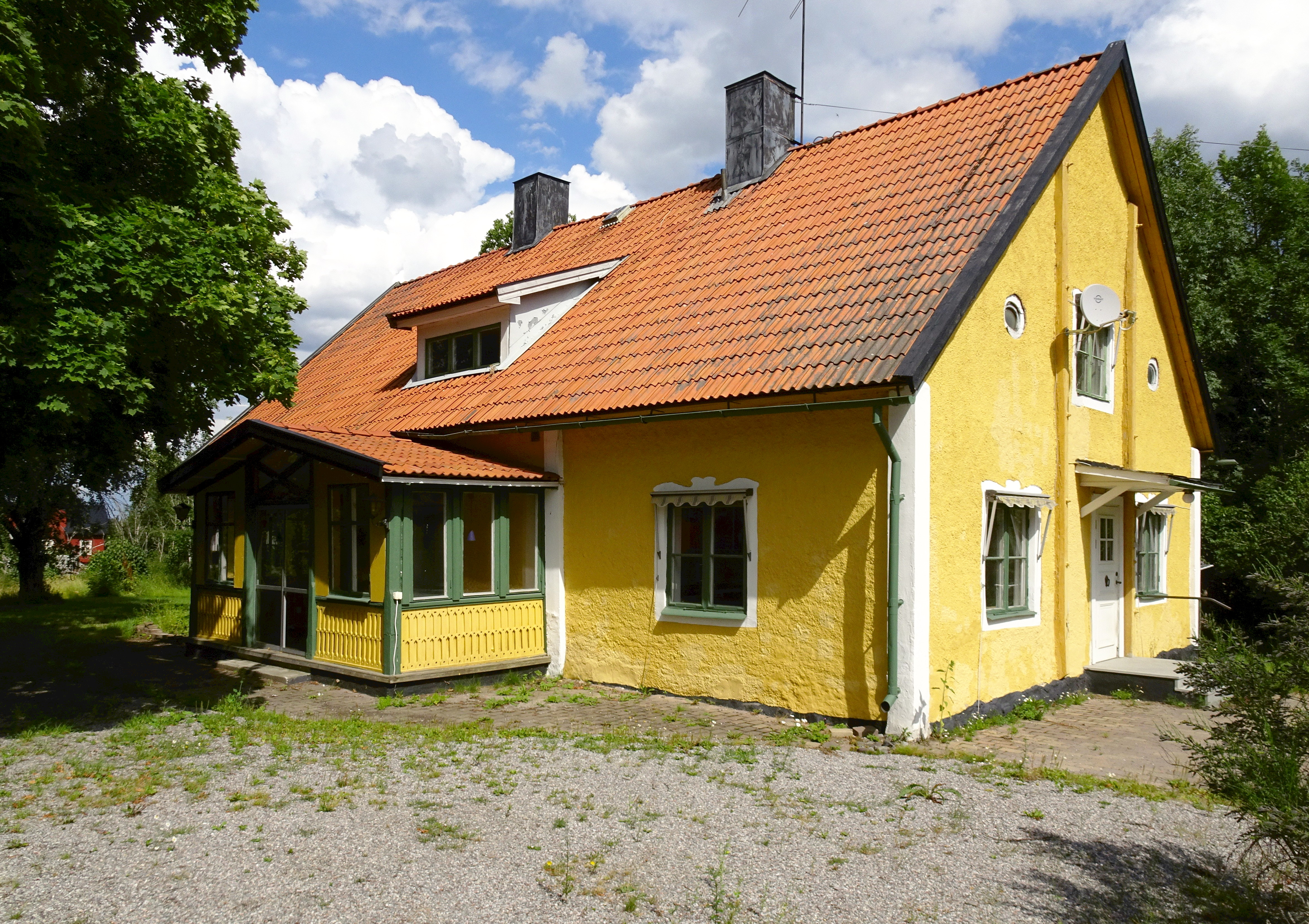
Gamla prästgården
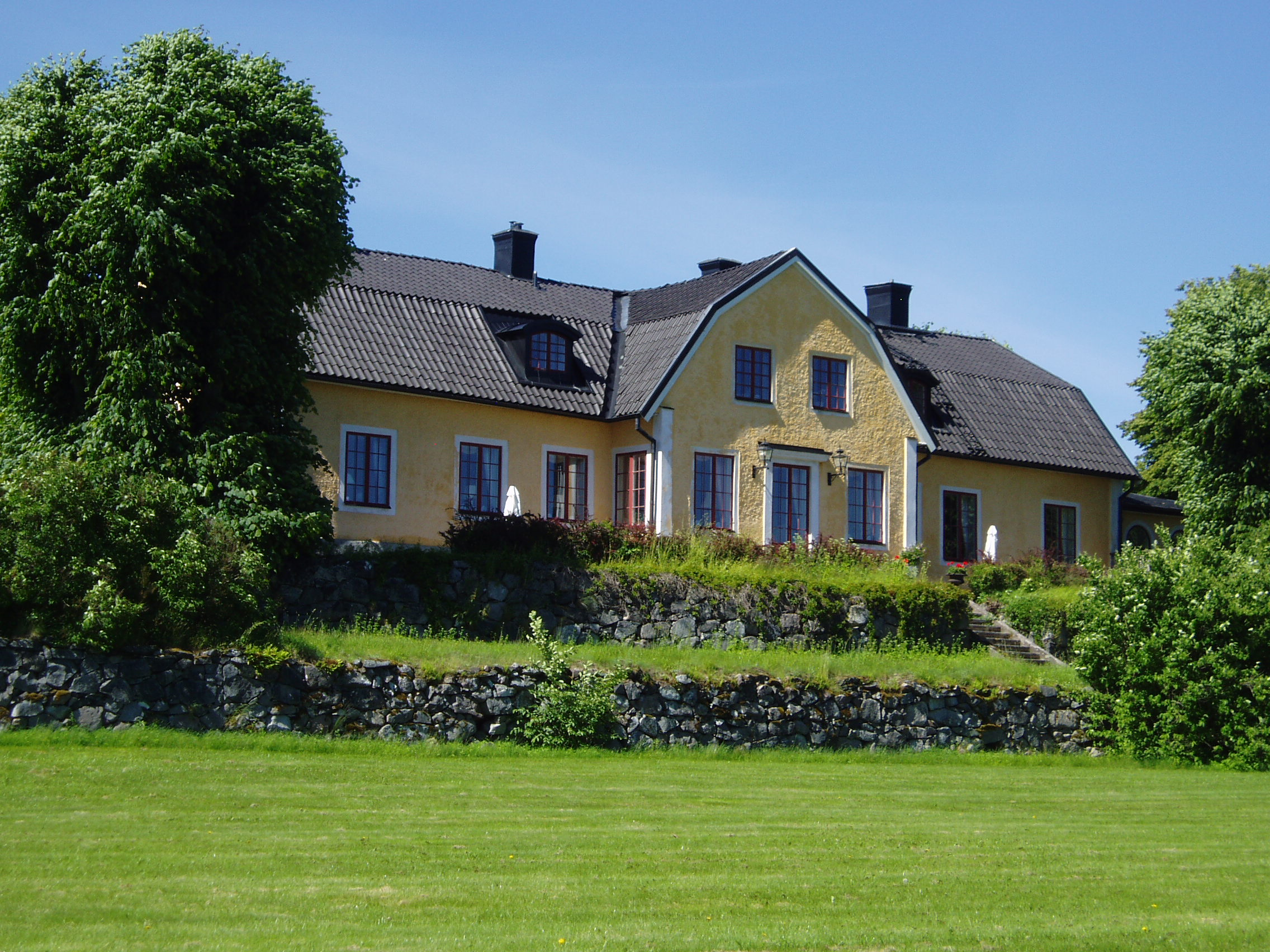
Bona gård
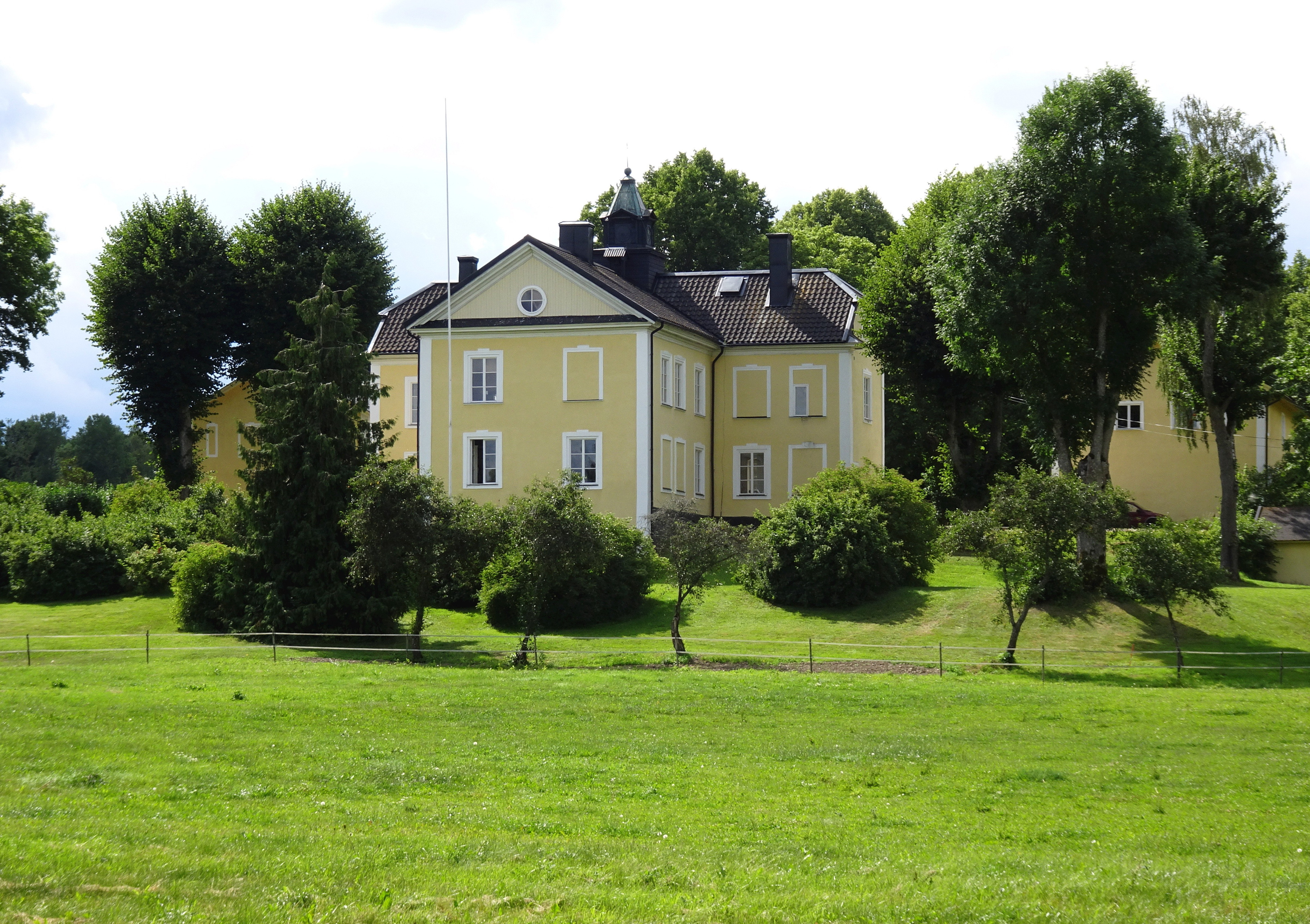
Norrby gård
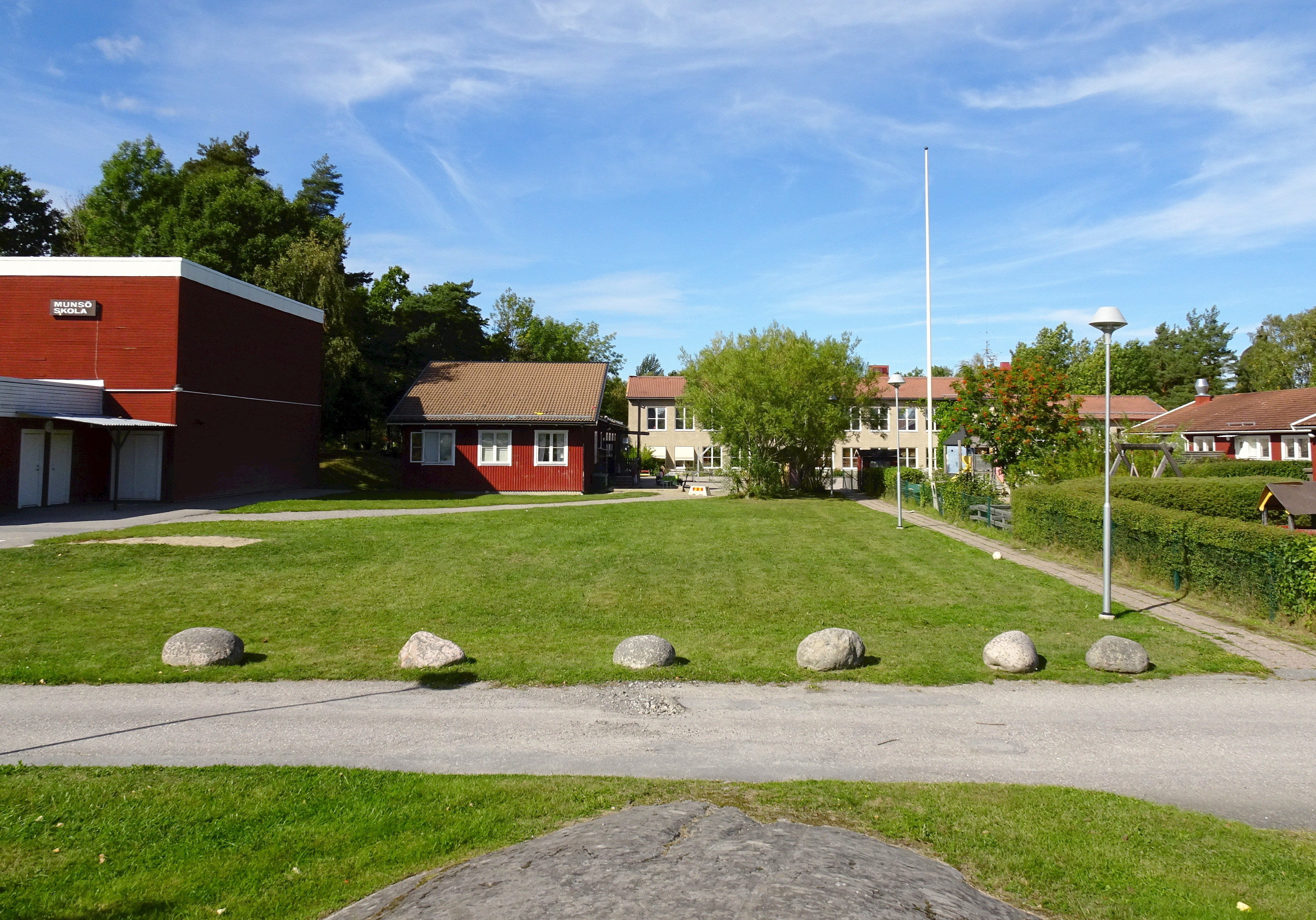
Munsö skola